# Fillokinon
A fillokinon (INN: phytomenadione) a véralvadásban fontos szerepet betöltő K-vitaminok közé tartozó K1-vitamin. A természetben is előfordul a zöld növényekben (például csalánban, lucernában), de nagyobb mennyiségben szintetikusan állítják elő fitolból és menadiolból.

## Készítmények
- Konakion (Cheplapharm Arzneimittel GmbH[1])